# Ділай Марія Михайлівна

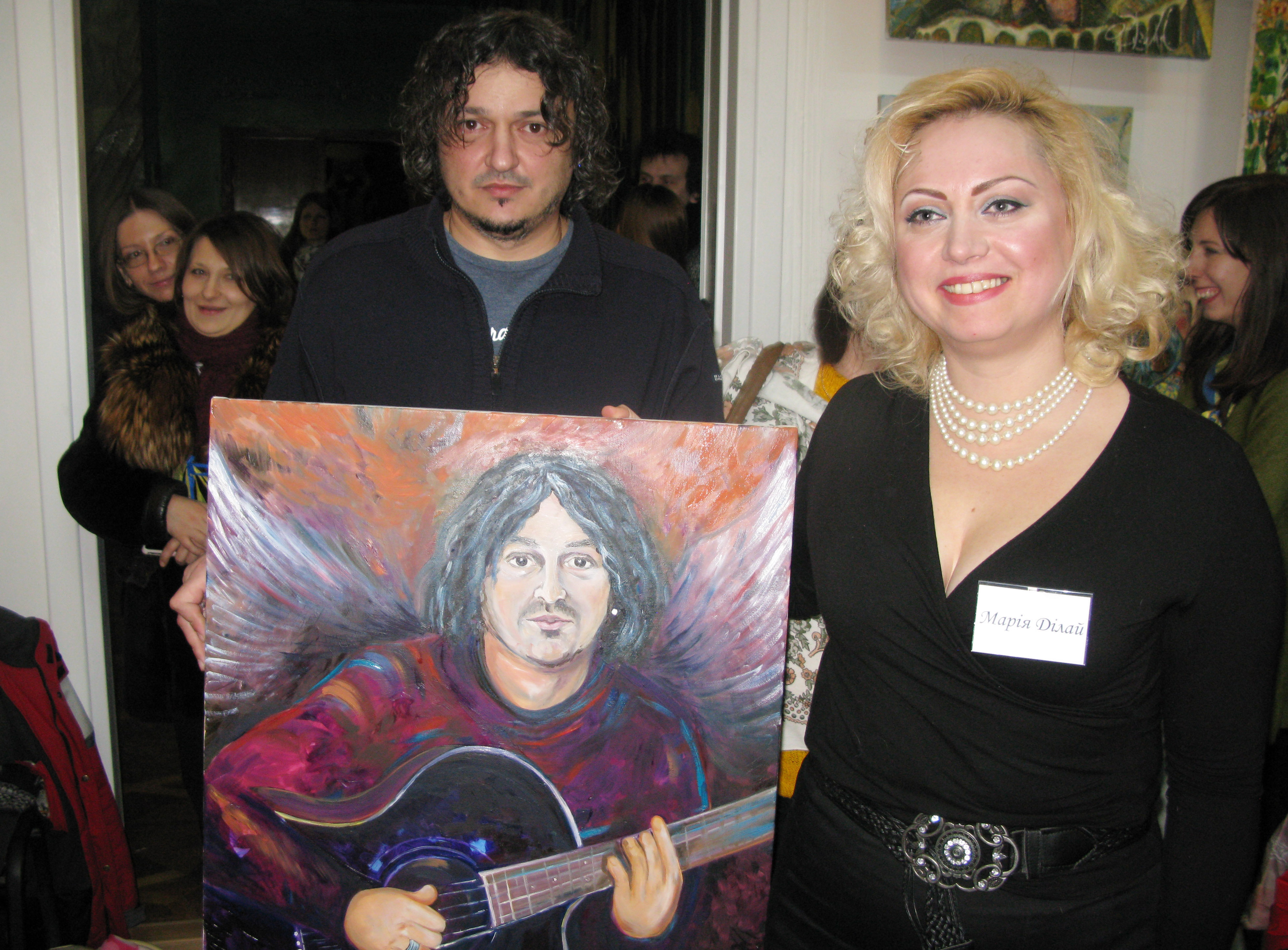
Художниця Марія Ділай написала портрет співака Андрія Підлужного. Під час церемонії вручення.

Марія Михайлівна Ділай (нар. 7 квітня 1980, м. Тернопіль) — українська художниця, дизайнерка, громадська активістка.

## Життєпис
Марія Ділай народилася 7 квітня 1980 року в місті Тернополі.
Закінчила Тернопільську загальноосвітню школу № 27, Тернопільський кооперативний технікум (2001, нині кооперативний торгівельно-економічний коледж, спеціальність — художник дизайнер), Київський інститут реклами (2004), Міжнародний університет розвитку людини «Україна» (2014, спеціальність — мистецтво і дизайн архітектурного середовища). Працювала викладачкою кафедри живопису і малюнку коледжу Міжнародного університету «Україна» та приватної дитячої школи розвитку дітей «Класики».
Проживала в місті Малага (Іспанія). Виступає проти домашнього психологічного і фізичного насильства та висвітлює ці теми в своїх роботах.

## Творчість
Відвідувала художні студії, гуртки. Працювала в майстерні разом зі всесвітньовідомим художником Іваном Марчуком.
Мала персональні виставки в містах Тернополі (2009, 2011, 2014, 2020, 2021), Малазі (2019, Іспанія). Учасниця пленерів, акцій, зокрема проєкту «Художники без майстерень».
Створила галерею портретів відомих особистостей: Богдана Мельничука, Віктора Павлика, Дмитра Вишневецького, Ігоря Ґерети, Ігоря Мамуса, Ігоря Пелиха, Івана Пулюя, Івана Франка, Йогана-Георга Пінзеля, Лесі Українки, Леся Курбаса, Муаммара Каддафі (єдиний його портрет, згодом таємничо зник), Романа Шухевича, Соломії Крушельницької, Сергія Лазо тощо. Намалювала кілька церков і замків Тернопілля.
У 2018 році написала пророчу картину, на якій зображена жінка в масці.
Роботи опубліковані у виданнях «Жінка України», «Золота Пектораль», у каталозі робіт друзів художника Івана Марчука. Деякі полотна художниці знаходяться в приватних колекціях у США, Польщі, Великій Британії, Франції, Канади, Іспанії.
Працює у жанрі класичного академічного портрета.